# Janirella polychaeta
Janirella polychaeta là một loài chân đều trong họ Janirellidae. Loài này được Birstein miêu tả khoa học năm 1963.